# РД-809
РД-809 — рідинний ракетний маршовий двигун багаторазового включення, тягою 9000 кгс, призначений для верхніх ступенів ракет-носіїв.

## Характеристики двигуна
- Паливо — гас/рідкий кисень
- Тяга — 88 кН
- Питомий імпульс — 345 с
- Тривалість роботи — понад 4000 с
- Кількість вмикань — до 5
- Висота — 1,67 м
- Кількість камер — 4
- Тиск у камері — 87,75 бар

## Схема роботи
Компоненти палива в камерах і газогенераторі запалюються за допомогою пускового пального.
При запуску пневмостартер розкручує ротор турбонасосного агрегату від одного балону, що заправляється на старті киснем, а для наступних запусків сумішшю генераторного газу і рідкого кисню. Робоче тіло турбіни турбонасосного агрегату — окислювальний газ.
Управління елементами автоматики двигуна здійснюється гелієм високого тиску за допомогою електропневмоклапанів в поєднанні з принципом самоутримання кисневих клапанів після запуску двигуна
Управління польотом ступеня здійснюється поворотом кожної камери двигуна в одній площині. Двигун забезпечує управління у всіх каналах стабілізації.
Автономний маршовий двигун — чотирикамерний, п'ятикратного включення, з насосною подачею палива виконаний за схемою з допалюванням генераторного газу.
Двигун — однорежимний, забезпечує підтримання визначеної тяги і регулювання співвідношення компонентів палива.
У двигуні встановлені сигналізатори тиску, які видають команду на вимикання при закінченні компонентів палива у баках ракети-носія, а також команди на агрегати управління, відповідальні за функціонування пневмоблоку розкрутки ротора турбонасосного агрегату.
Для забезпечення багаторазового роботи двигуна в його схемі передбачені:
1. продування головок камер двигуна при запуску і при вимиканні, також продування газогенератора при вимиканні;
2. система багаторазового запалювання в газогенераторі і камері згоряння;
3. система охолодження кисневих трубопроводів.

Використання двигуна після контрольно-технологічного випробування можливе без ремонтно-налагоджувальних робіт.

## Використання
Проєкт двигуна РД8-09М розроблявся для використання як маршового на другому ступені РН «Антарес». Всі агрегати двигуна в стані виробництва. На даний момент через умови програми COTS двигун не інтегрується.